# 金山ダム
金山ダム（かなやまダム）は、北海道空知郡南富良野町、一級河川・石狩川水系空知川最上流部に建設されたダムである。
国土交通省北海道開発局札幌開発建設部が管理する特定多目的ダムで、空知川の治水と滝川市・富良野地域への水源確保及び電力供給を目的に建設された。北海道内のダム型式としては唯一となる中空重力式コンクリートダムで、高さは57.3メートルである。

## 沿革
日高山脈・狩勝峠付近を水源とする空知川は石狩川水系の中では最大の規模を誇る河川であり、その長さは約196.0キロメートル、流域面積は約2,700平方キロメートルである。これは一級水系で比較すると四万十川水系や熊野川水系に匹敵し、道央地域における最大の河川の一つでもある。流域には富良野市・芦別市・滝川市・赤平市などを有し、かつては一大炭田地域として石炭の採掘が盛んであった。また、流域は肥沃な富良野盆地を形成し、水田をはじめとした農耕も広く行われていた。しかし富良野盆地を流れる空知川の支流・富良野川は河水の酸性度が高く農業用水には適していなかった。このため農地を拡大するためには新たな水源の確保が不可欠であった。
その一方で空知川は堤防建設をはじめとした河川改修がほとんど手付かずの原始河川であり、大雨の際には容易に洪水をひきおこし流域は度重なる被害を受けていた。反面、少雨ともなれば渇水に陥りやすく旱魃（かんばつ）の被害も一再ではなかった。このため流域住民の生活を安全にするための治水と、安定した水供給による利水は緊急の課題であった。特に治水については空知川の流域面積が広いこともあり、石狩川下流部への影響も大きいため、早急な対策を求められていた。さらに、空知炭田群の採掘量増加とそれに関連する重化学工業の発展は電力需要の増大を促し、水力発電を基にした電源開発も必要不可欠となった。
こうした背景もあって、北海道開発局は北海道経済発展の要となる石狩川水系の開発を最重要課題とし、1952年（昭和27年）に石狩川水系総合開発計画（石狩川改修全体計画）を策定した。アメリカのTVAを手本として石狩川水系に多数の多目的ダムを建設し、治水と利水を効率的に図って北海道経済発展の基礎を築こうとするのが狙いである。まず三笠市を流れる幾春別川に桂沢ダムを建設するとともに、桂沢ダムに導水するための利水専用ダムとして芦別市で空知川に合流する支流・芦別川最上流部に芦別ダムを建設。これが空知川流域における河川開発の号砲となった。
1955年（昭和30年）の豪雨で雨竜川流域に深刻な水害が起こったが、この際に石狩川水系の計画最大流量の変更が行われ、この流量を抑えるためには最大の支流である空知川に多目的ダムを建設する必要性が生じた。すでに1952年（昭和27年）より空知川上流部においてダム建設計画が進められていたが、この治水計画変更に伴い、より大規模なダムを建設することが必要であるとの結論となり、これらの目的を達成するため、必要な貯水量が確保できる地点として現在のダム地点が選定され、1959年（昭和34年）よりダム建設のための具体的な調査（実施計画調査）が開始された。これが「空知川総合開発事業」・金山ダムの原型である。
2020年（令和2年）に土木学会選奨土木遺産に選ばれる。

## 補償
金山ダムは総貯水容量が1億トンを超える巨大なダム計画であった。だがダムが完成すると南富良野町（当時は南富良野村であった）金山・鹿越などの集落261世帯・300戸が水没する。この他国鉄根室本線13.0キロメートル区間を始め学校などの公共的施設、肥沃な農地600ヘクタール、鉱業採掘権8ヶ所、林業関係など多岐にわたる資産・資源が水没することとなる。水没関係者は約700名にも及ぶ大規模なものとなり、住民はおろか南富良野村も「村の存亡にかかわる」としてダム計画に対し強硬な反対運動を起こした。1955年には「金山ダム対策委員会」が設立され、組織的な反対運動が展開されたのである。
以後約4年間にわたり膠着状態が続いたが、展開が変わったのは1959年の実施計画調査発表後のことである。北海道開発局は石狩川総合調査事務所を設置して実施計画調査と並行して対策委員会との交渉を行い、補償内容の原案（補償基準）を呈示した。これに対し対策委員会側はダム完成後の村・住民の産業・生活振興を柱とした67項目に及ぶ要望書を同年10月に提出、要望書に沿った形での補償を求めた。開発局側もこれに応じて要望書に合わせた補償内容を回答したことから翌1960年（昭和35年）12月、住民への補償金額が対策委員会との間で妥結した。
補償金額交渉の妥結によってダムは本体工事の着工に進むことが出来たが、具体的な振興計画の内容を詰めるための交渉はその後も継続して開発局と対策委員会との間で行われた。1963年（昭和38年）10月開発局は富良野地域の農業振興・観光振興を柱とした「南富良野村振興開発計画」を発表し、ダム完成後の南富良野村に対する地域振興を行うと委員会側に回答した。これに対し委員会側も大筋で了承し全ての補償交渉が終了、1964年（昭和39年）5月委員会は解散して予備調査開始以来足掛け12年に及ぶ補償問題に終止符を打った。国鉄との交渉が進められた根室本線の代替路線については金山駅と東鹿越駅間を付け替え、湖上を渡る鉄橋とトンネルによる代替路線整備を1966年（昭和41年）9月29日に完成させた。これに伴って水没予定となっていた鹿越駅は廃止となっている。
1967年（昭和42年）3月31日ダム本体が竣工（しゅんこう）し貯水が行われ、同年9月30日に工事が完了し、261世帯の住民の尊い犠牲を払って金山ダムは完成したのである。

## 目的

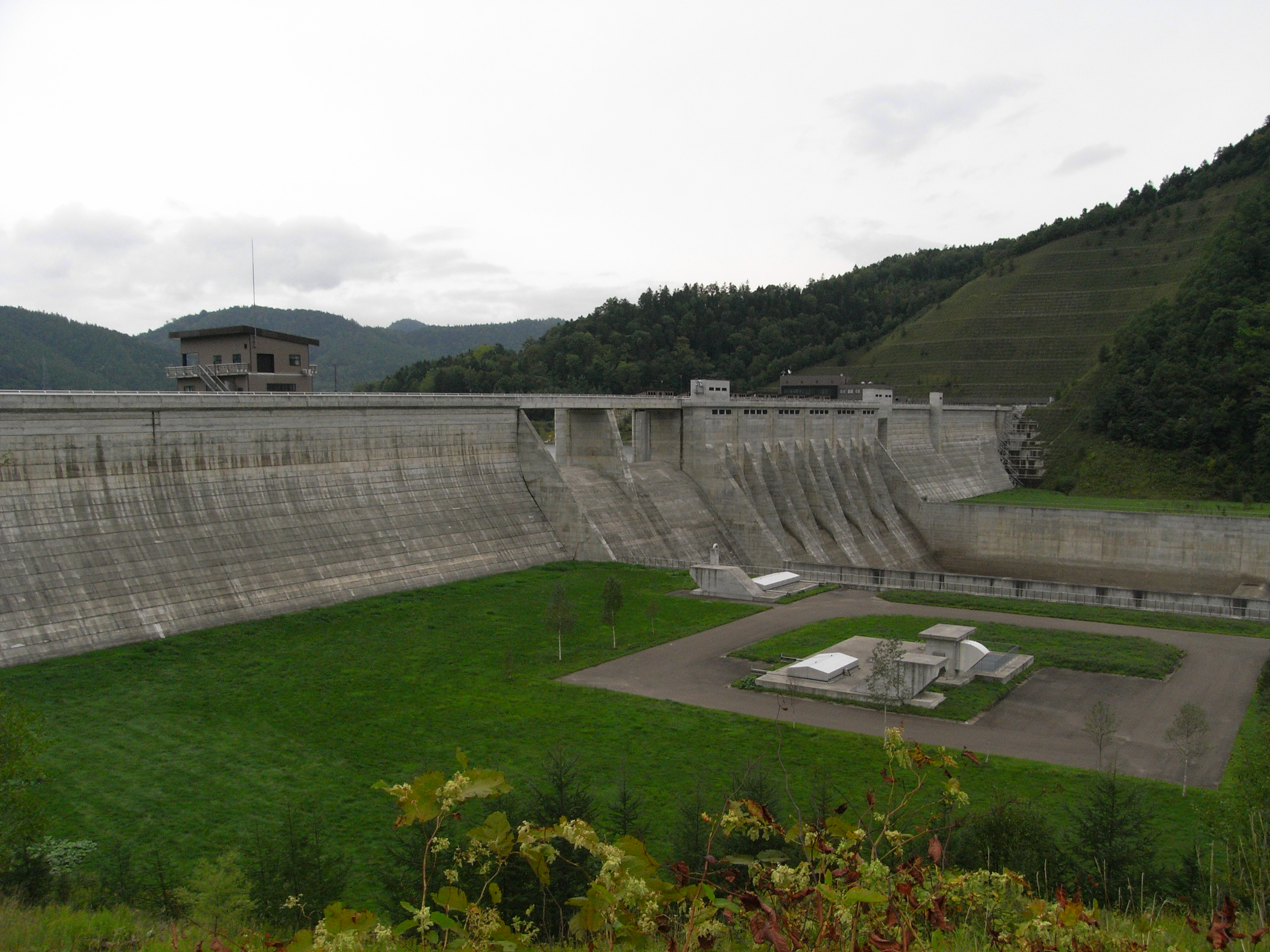
下流に建設された滝里ダム。金山ダムと共に空知川の治水に資する

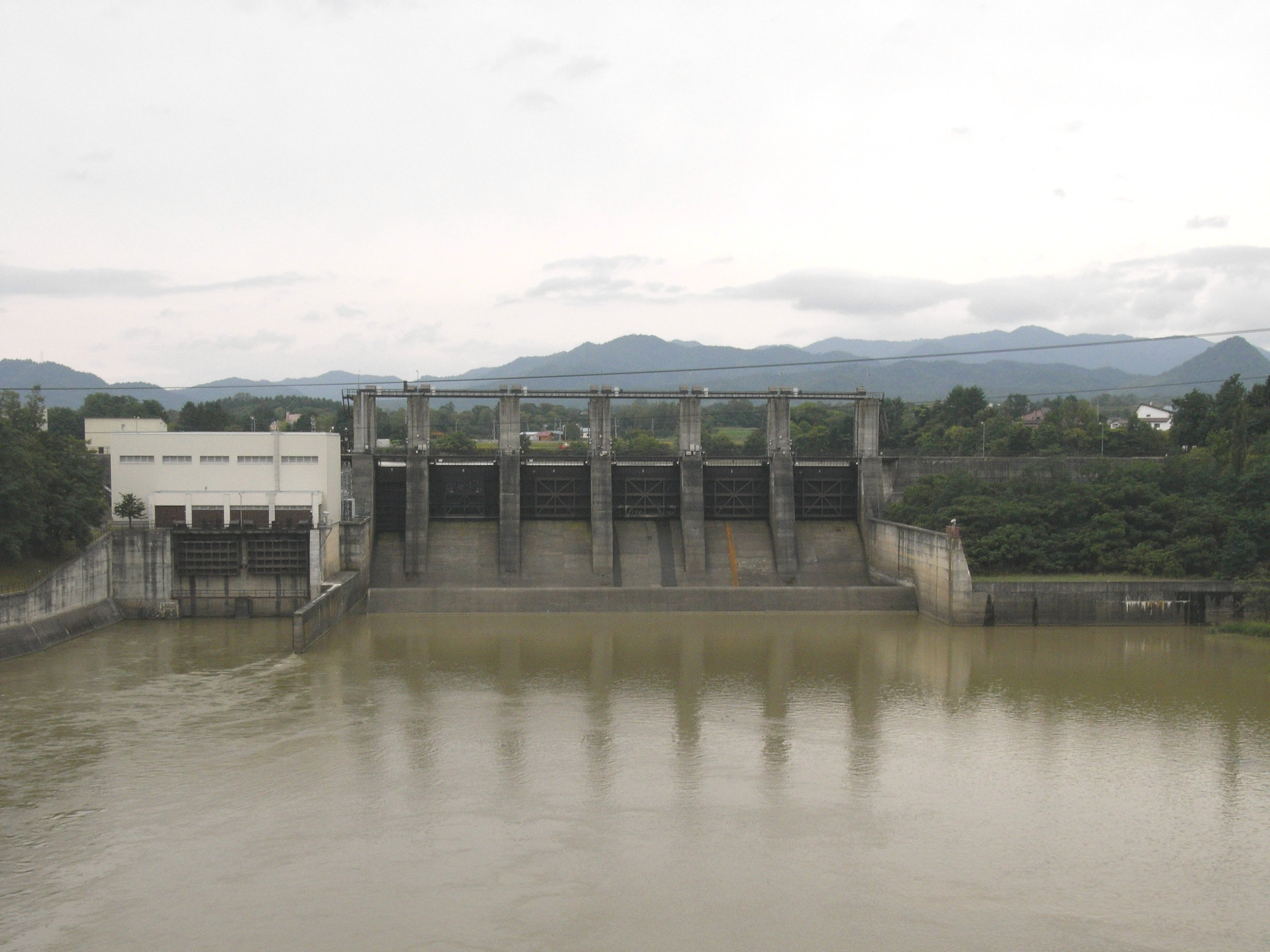
金山ダムによって発電能力が増強される北海道電力野花南発電所と野花南ダム

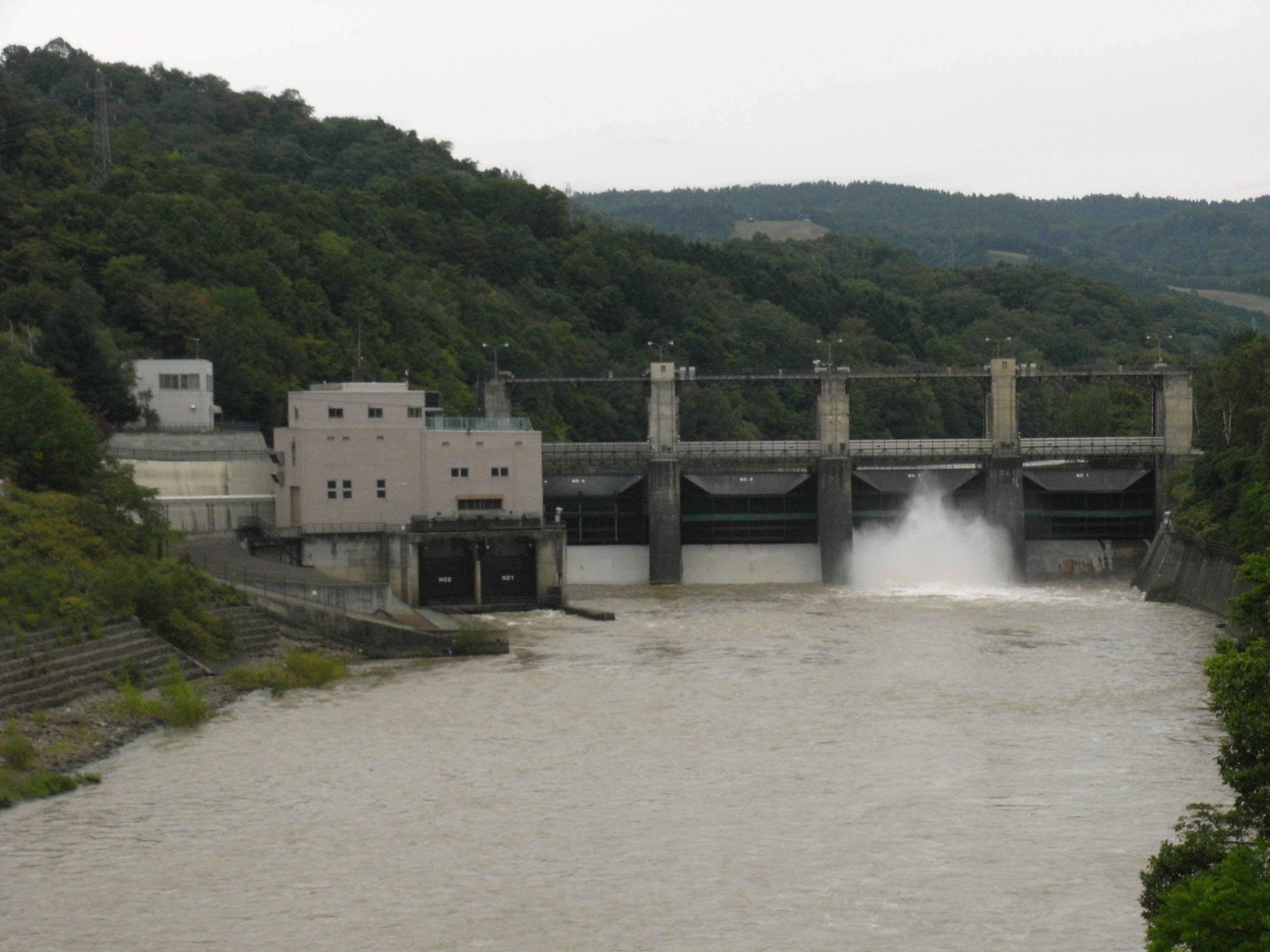
金山ダムによって発電能力が増強される北海道電力芦別発電所と北電芦別ダム

ダムの名前は所在地であり水没地でもある「金山」の名を冠した。型式は重力式コンクリートダムの内部が空洞になっている中空重力式コンクリートダムであり、北海道では唯一のものである。この型式は当時コンクリート量の節減を狙って盛んに建設されたものであるが、型枠を作成するための人件費高騰とコンクリート価格の安値安定によって現在は施工されていない。総貯水容量は約1億5,000万トンと日本有数の人造湖で、この量は北海道全道民の生活用水を約3ヶ月分賄える量に匹敵する。
目的は治水（洪水調節、不特定利水）と利水（かんがい、上水道供給、水力発電）の五つであり、多目的ダムの中では比較的用途が広い。完成以来現在に至るまで建設大臣（現在は国土交通大臣）が一貫して管理を行う特定多目的ダムの一つでもある。
治水目的はまず洪水調節については1905年（明治37年）7月の石狩川大水害を基準に毎秒1,000トンの洪水をダムによって760トンカットし、下流には毎秒240トンを放流する。なお、1981年（昭和56年）8月の石狩川大水害を契機に空知川中流部に1999年（平成11年）建設された滝里ダムと共に現在は空知川のみならず石狩川下流部の治水も担っている。利水については空知川流域の富良野・山部地域及び石狩川流域の美唄・浦臼地域の水田20,899ヘクタールと畑地7,792ヘクタールに対し5月から8月の農繁期に最大で毎秒61.94トンを供給する。上水道目的は計画当初入っていなかったがその後の人口増加によって加えられ、滝川市に日量9,400トンを供給。そして水力発電については半地下式のダム水路式発電所である金山発電所において常時12,000キロワット、最大25,000キロワットを発電し、さらに下流にある野花南発電所（野花南ダム）や芦別発電所（芦別ダム。芦別川のダムとは異なる）、奔茂尻発電所（1992年（平成4年）12月廃止）の出力を増強させる役割を有する。

### 河川維持放流

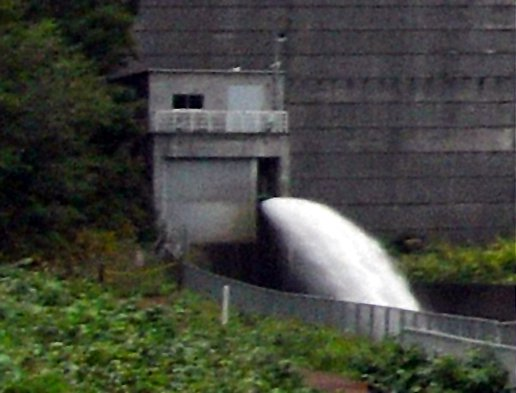
金山ダムから放流される毎秒0.3トンの河川維持放流水

治水のうち不特定利水については河川維持放流を冬季以外に行っている。これはダム完成以後発電目的のために金山発電所へダムから導水した結果、ダム直下流約1.0キロメートルが完全な無水区間となり、その下流約4.1キロメートル区間が減水区間となった。このため空知川は計5.1キロメートルがいわゆる「涸れ川」となり、漁業や河川環境に深刻な影響を与えた。このため南富良野町は空知川の無水区間解消を開発局及び発電事業を管轄する北海道電力に要望していたが、1997年（平成9年）の河川法改正で河川環境の維持が重要な法目的に挙げられたことから抜本的に迫られた。
開発局は河川法改正後の翌1998年（平成10年）7月8日、北海道電力にも協力を仰ぎ4月1日から10月31日までの毎日6:00から19:00の間、毎秒0.3トンの河川維持放流水をダム直下右岸にある常用洪水吐きより放流を開始した。これによって1967年の完成以来31年もの間涸れ川になっていた空知川5.1キロメートル区間に水流が復活したのである。さらに流量を一定させるため日中行っていた放流を夜間にも実施することになった。2000年（平成12年）より実施された夜間放流は、夏季洪水調節のために確保している空き容量から治水に支障がない程度に貯水を行い、それを河川維持放流に充填するというもので、これを専門的には「弾力的管理」と呼ぶ。この弾力的管理によって7月1日から9月30日までの間、一日中放流が可能となり空知川の河川環境維持に貢献をしている。
利水と涸れ川についてはダムと環境の問題でも特に問題視され、大井川や信濃川でも地元と管理者による対策が行われたがこの金山ダムもその一例である。

## かなやま湖
ダムによって出来たかなやま湖は北海道有数の湛水面積と貯水量を誇る。かなやま湖は周囲をエゾマツやトドマツなどの原生林によって覆われ、さながら天然の湖の様相を見せている。
湖には多くの魚類が棲息しているが、中には「幻の魚」ともいわれるイトウやオショロコマも棲息している。また冬季は湖面が完全に結氷することから、氷上のワカサギ釣りも盛んに行われている。
ダム建設時に開発局と金山ダム対策委員会との間で取り交わされた「南富良野村振興開発計画」に沿って金山ダムとかなやま湖は早いうちから観光のための周辺整備が実施されていた。
1993年（平成5年）には建設省（当時）による「地域に開かれたダム」の指定を受け、ダム・ダム湖はより積極的に一般市民に開放されることとなった。すなわちかなやま湖を四つのエリアに分けてそれぞれテーマ別の整備を行った。
ダム周辺は「日帰り散策エリア」としてダムを一望する展望台やダム下流に向かうことが出来る散策路を整備した。鹿越大橋北岸部は「宿泊ウォーターフロントエリア」と呼ばれかなやま湖保養センターやかなやま湖オートキャンプ場が整備されて宿泊を伴う利用が可能となり、その東側は「ファミリーエリア」として水辺に親しめる空間を造った。
そして最上流部を「スポーツエリア」としてパークゴルフ場を整備、カヌーやラフティングを行える空間とした。かなやま湖は特にカヌーが盛んで多くの大会や練習会が行われている。
また、毎年7月最終土曜日・日曜日には恒例行事として「太陽と森と湖の祭典」（通称かなやま湖湖水祭り）が行われ、花火大会を始めとする様々な催しが行われ道内外から多くの観光客が詰め掛ける。
こうした公園整備に加え、富良野・美瑛やトマムなどの観光地に隣接しているという立地条件もあって金山ダムとかなやま湖は年中問わず多くの観光客で賑わう。国土交通省・独立行政法人水資源機構管轄のダムの中では、神奈川県の宮ヶ瀬ダム（中津川）・岩手県の御所ダム（雫石川）に次いで日本で三番目に年間利用者が多く、2003年（平成15年）の統計では年間約73万8,000人が訪れている。
2005年（平成17年）には南富良野町の推薦によって、財団法人ダム水源地環境整備センターが選定するダム湖百選に選ばれた。また、周辺はふらののラベンダーとして環境庁よりかおり風景100選に選定されている。
多くのガイドブックにも登載される、富良野地域の主要な観光スポットとしての役割をもったダムである。

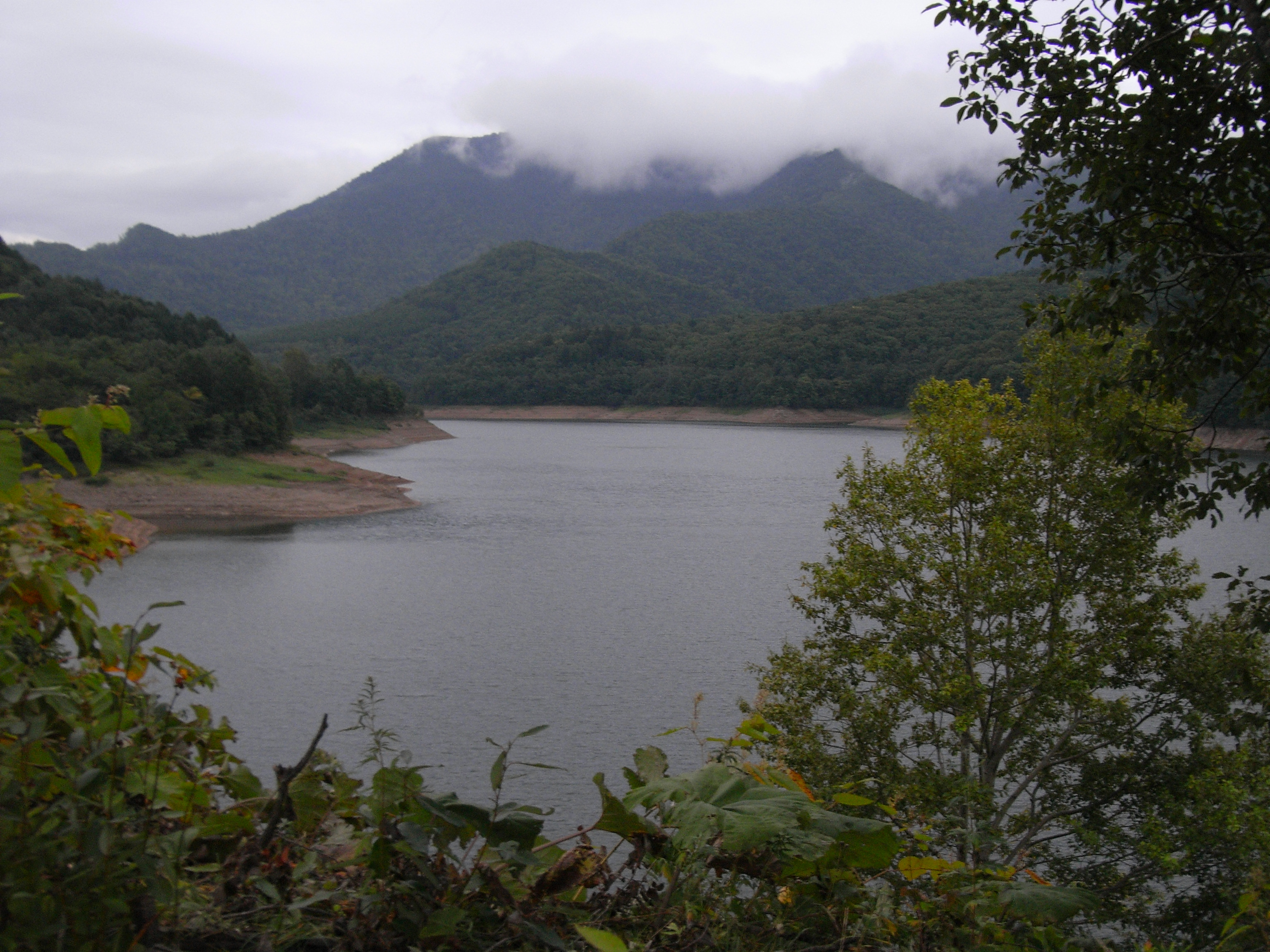
かなやま湖
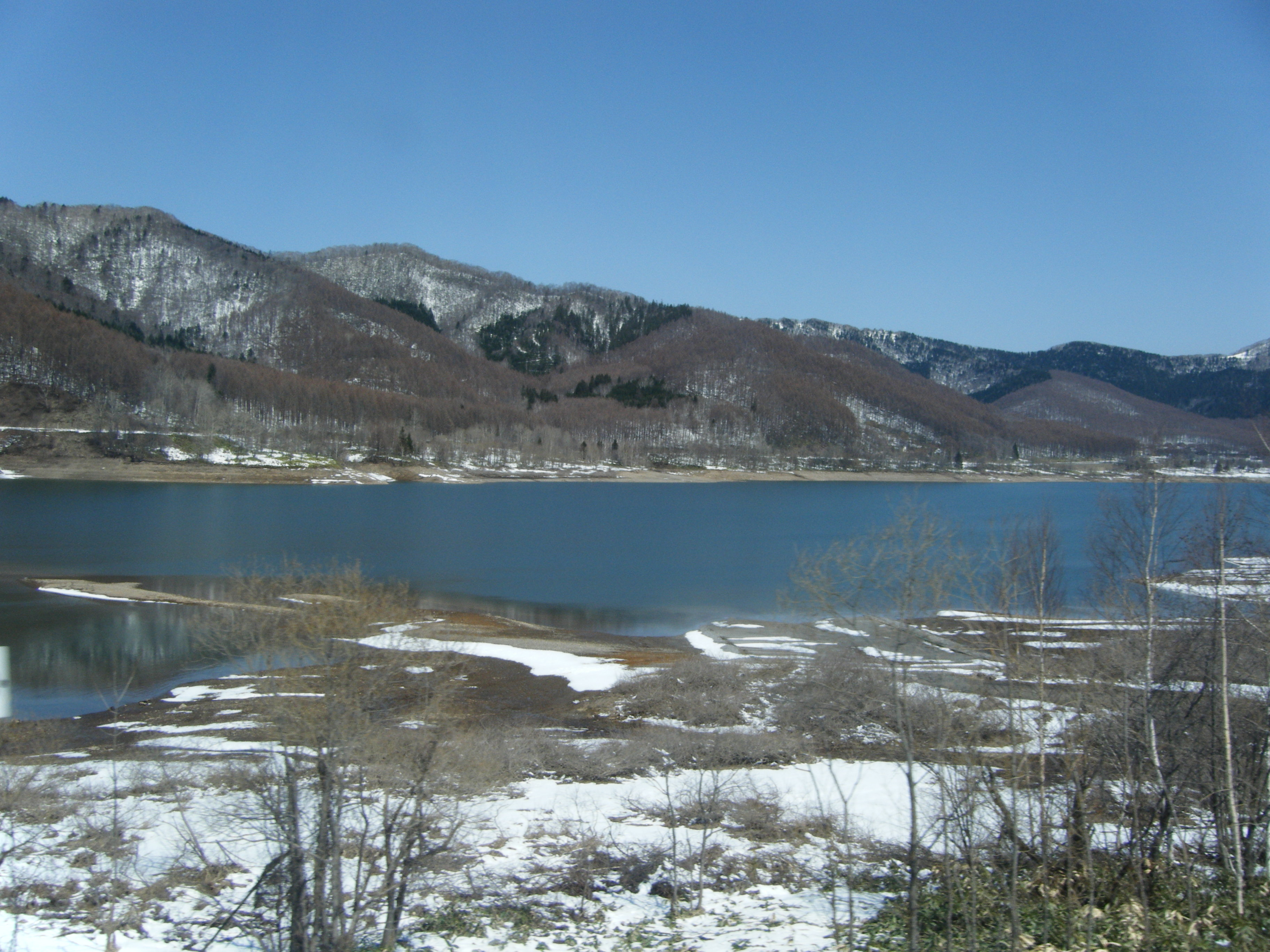
残雪のかなやま湖（2009年4月）
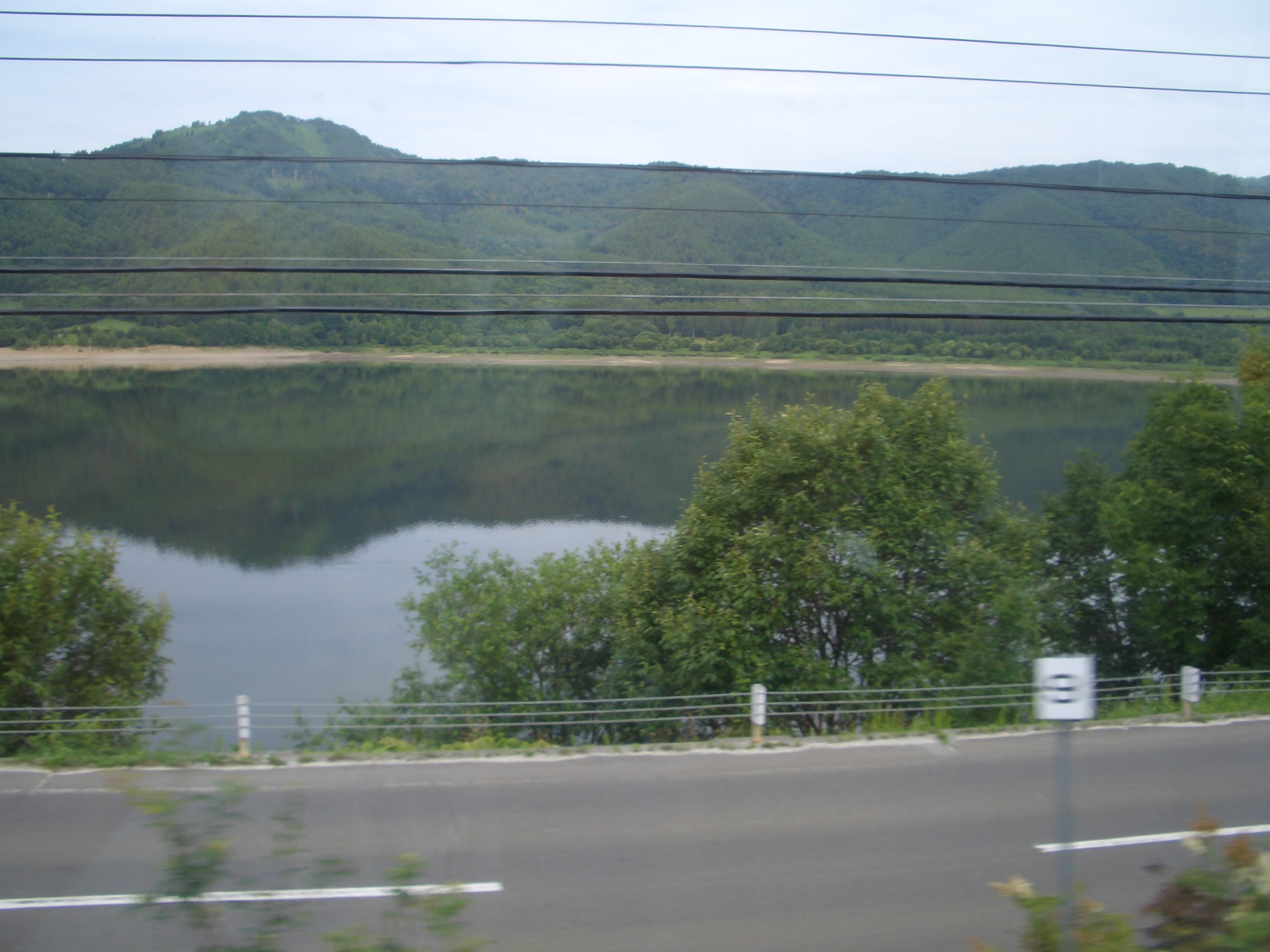
根室本線からのかなやま湖（2011年8月）

## アクセス

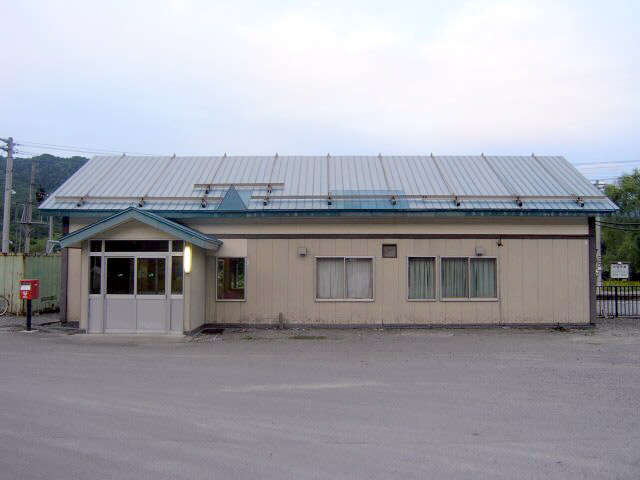
最寄り駅であった根室本線金山駅の駅舎。無人駅だった。

金山ダムへは自家用車では富良野市・帯広市方面からは国道38号経由で途中かなやま湖沿いの道路に曲がり、湖沿いに西進すると到着する。また苫小牧市・日高町方面からは国道237号を北進し、金山駅前交差点を右折し直進すると到着する。もしくは、南富良野町営バスか占冠村営バスの金山コミュニティセンター前で下車し、3キロほど東に歩くと到着する。2024年3月末まではJR根室本線金山駅が最寄の駅であった。駅下車後空知川を渡り2キロメートルほど東へ行くとダムに到着する。ただしカヌーなどを行うには東鹿越駅の方が便利であった（根室本線富良野駅 - 新得駅間の廃線に伴い両駅とも廃止）。